# A History of Now (album)
Az A History Of Now az Asian Dub Foundation 2011-ben megjelent nagylemeze. A világ nagy részén a Cooking Vinyl kiadó jelenteti meg, míg Japánban a Beat Records.

## Számok
1. "A New London Eye"
2. "Urgency Frequency"
3. "London To Shanghai"
4. "A History Of Now"
5. "Spirit In The Machine"
6. "Where's All The Money Gone"
7. "In Another Life"
8. "Power Of 10"
9. "Futureproof"
10. "This Land Is Not For Sale"
11. "Temple Siren"